# Kærlighedens veje
Kærlighedens veje (russisk: Анна на шее) er en sovjetisk film fra 1954 af Isidor Annenskij.

## Medvirkende
- Alla Larionova som Anna
- Vladimir Vladislavskij som Modest Aleksejevitj
- Aleksandr Sasjin-Nikolskij som Pjotr Leontievitj
- Mikhail Zjarov som Artynov
- Aleksandr Vertinskij